# Elmer Dyer
Elmer Dyer, né à Lawrence (Kansas) le 24 août 1892 et mort le 8 février 1970 , est un directeur de la photographie américain. Il est un pionnier de la photographie aérienne.

## Filmographie partielle
- 1930 : Les Anges de l'enfer d'Howard Hughes
- 1932 : The Crowd Roars d'Howard Hawks
- 1933 : Vol de nuit de Clarence Brown
- 1942 : Les Chevaliers du ciel de Michael Curtiz
- 1943 : Air Force d'Howard Hawks
- 1946 : Ses premières ailes de William A. Wellman